# 쉬메그

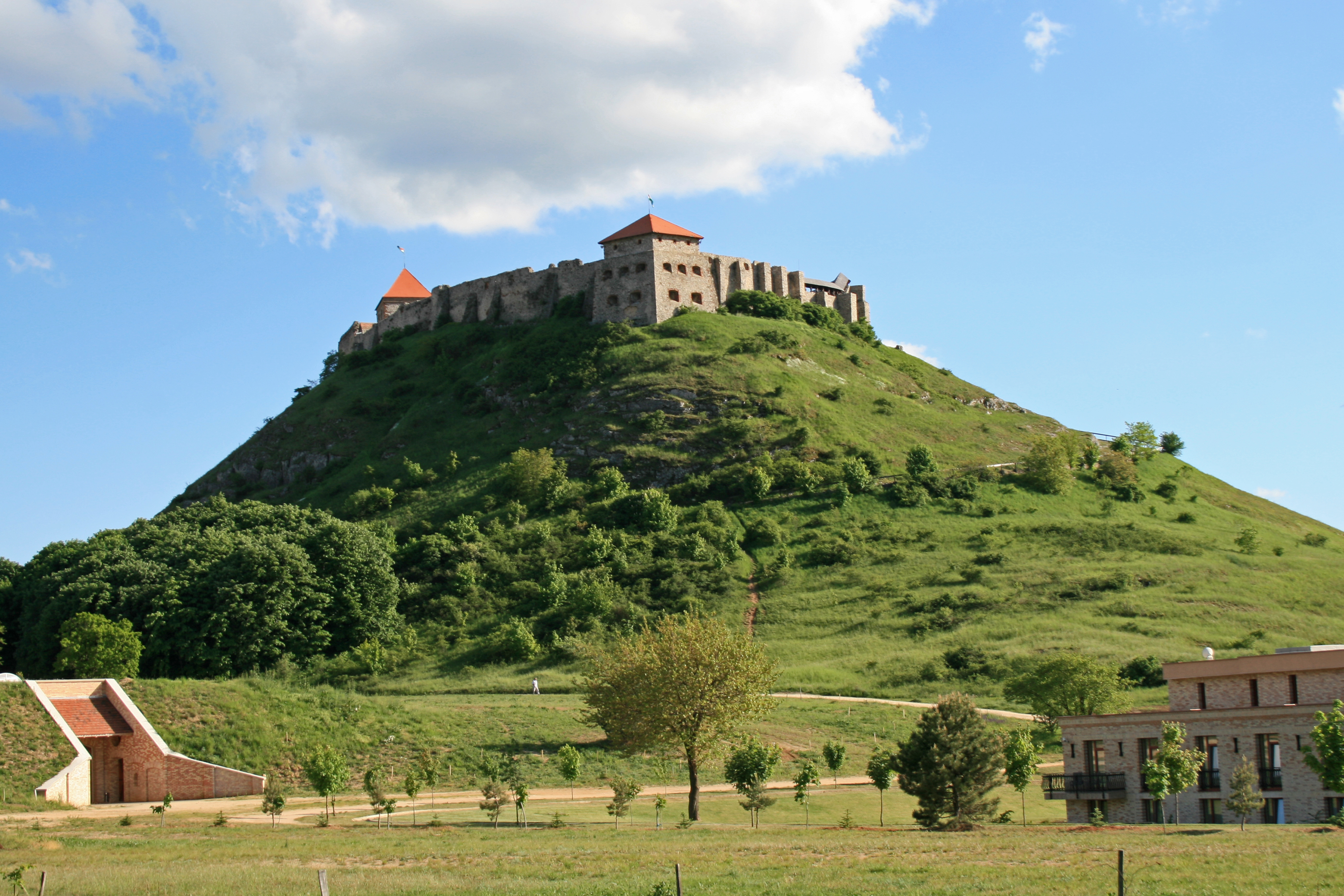
쉬메그성

쉬메그(헝가리어: Sümeg, 독일어: Schimeck)는 헝가리 베스프렘주에 위치한 도시로 면적은 64.13km2, 인구는 6,758명(2004년 기준), 인구 밀도는 105.37명/km2이다. 벌러톤호에서 북쪽으로 20km 정도 떨어진 곳에 위치하며 쉬메그구의 구청 소재지이기도 하다. 헝가리의 벨러 4세 국왕의 재위 시기인 13세기 중반 또는 말기에 건립된 쉬메그성 유적이 위치한다.

시기
시 문장